# Oxyothespis philbyi
Oxyothespis philbyi är en bönsyrseart som beskrevs av Johann Heinrich Kaltenbach 1982. Oxyothespis philbyi ingår i släktet Oxyothespis och familjen Mantidae. Inga underarter finns listade i Catalogue of Life.